# International Council of Chemical Associations
Der International Council of Chemical Associations (ICCA) ist der Branchenverband der globalen chemischen Industrie. Nach eigenen Angaben repräsentiert die ICCA Chemieunternehmen, die mehr als 90 % der weltweiten Produktionskapazitäten ausmachen und einen Jahresumsatz von mehr als 5 Billionen US-Dollar (Stand: 2017) erwirtschaften.
Der ICCA dient als zentrale Plattform für diese Verbände und Unternehmen, um gemeinsame Interessen zu koordinieren, Best Practices auszutauschen und sich zu globalen Themen zu positionieren.
Der ICCA engagiert sich für nachhaltige Praktiken in der chemischen Industrie, einschließlich der Entwicklung und Implementierung von Umweltschutzmaßnahmen und der Förderung der Kreislaufwirtschaft. Die ICCA ist Schirmherr von Responsible Care, einem freiwilligen Programm zur Verbesserung der chemischen Sicherheit unter ihren Mitgliedern. Der Verband arbeitet mit internationalen Organisationen, Regierungen und anderen Stakeholdern zusammen, um globale Herausforderungen wie Klimawandel, Ressourceneffizienz und Sicherheit chemischer Produkte anzugehen. Der ICCA befasst sich weiters mit der Entwicklung und Harmonisierung von Regulierungsstandards für die chemische Industrie weltweit.

## Mitglieder
Folgende regionalen bzw. nationalen Verbände sind ordentliche Mitglieder des ICCA:
| Verband                                              | Region/Staat    |
| ---------------------------------------------------- | --------------- |
| American Chemistry Council (ACC)                     | USA             |
| Brazilian Chemical Industry Association (ABIQUIM)    | Brasilien       |
| Chemical and Allied Industries’ Association (CAIA)   | Südafrika       |
| Chemistry Australia                                  | Australien      |
| Chemistry Industry Association of Canada (CIAC)      | Kanada          |
| European Chemical Industry Council (Cefic)           | Europa          |
| Gulf Petrochemicals and Chemicals Association (GPCA) | Arabischer Golf |
| Japan Chemical Industry Association (JCIA)           | Japan           |
| Korea Chemical Industry Council (KOCIC)              | Südkorea        |
| Mexican Chemical Industry Association (ANIQ)         | Mexiko          |
| Responsible Care New Zealand (RCNZ)                  | Neuseeland      |
| Singapore Chemical Industry Council (SCIC)           | Singapur        |